# Iaroslavl (race bovine)

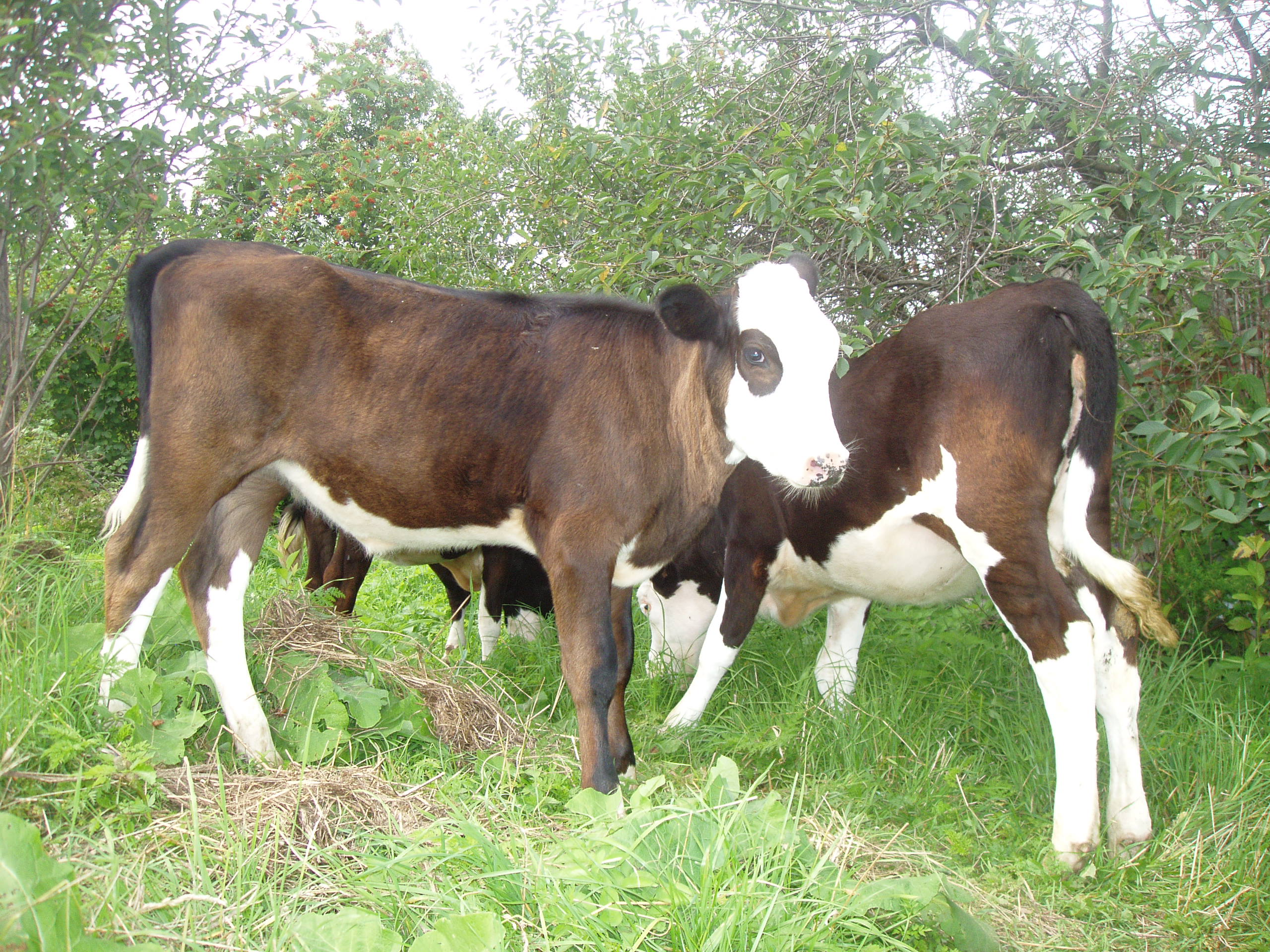
Veaux iaroslavl de type rouge.

La iaroslavl (ou yaroslavka ; en russe ярославская, yaroslavskaïa) est une race bovine laitière originaire de Russie, plus particulièrement de la région de Iaroslavl.

## Origine

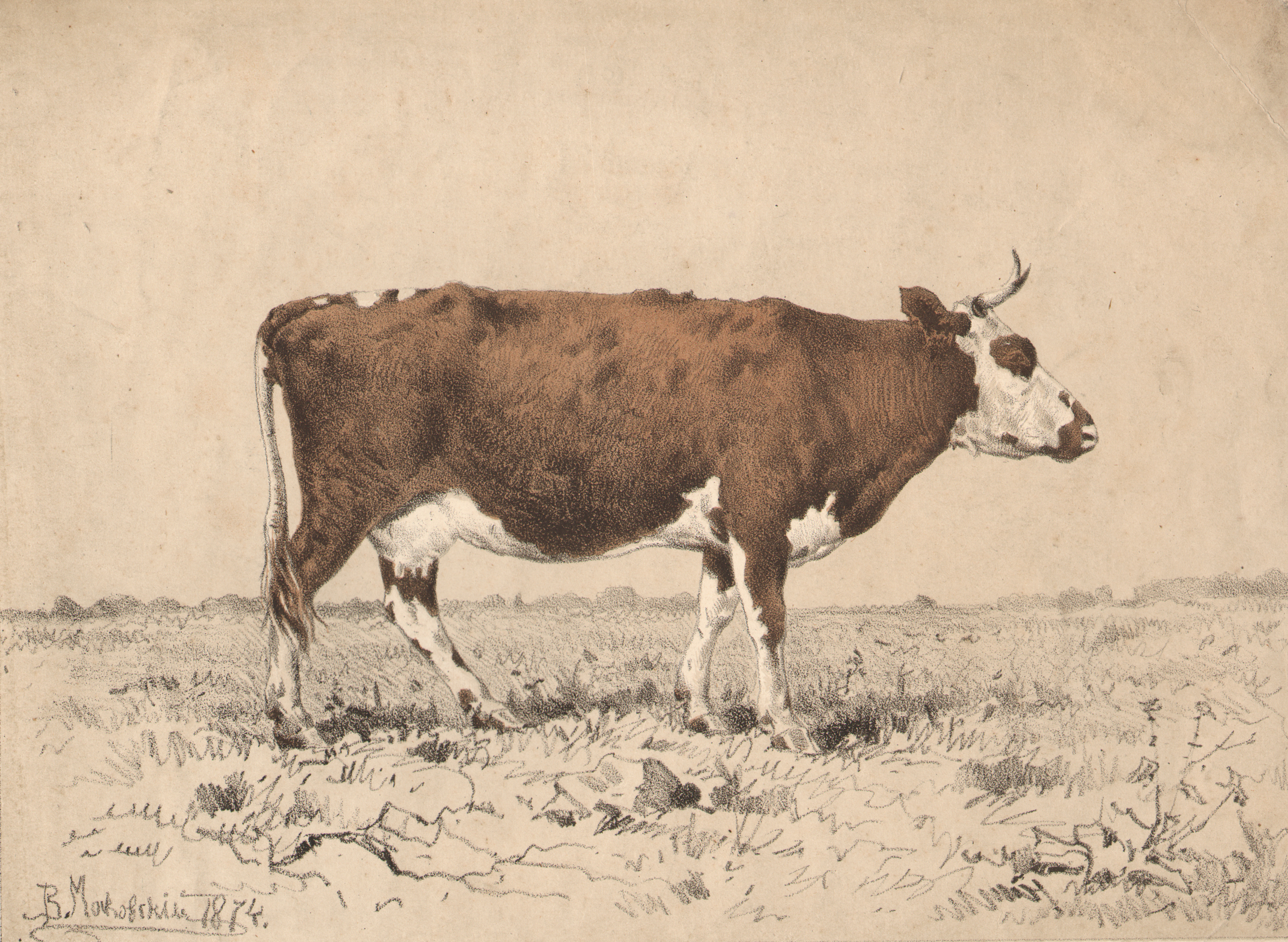
Vladimir Makovski Vache Iaroslavl, 1874, Lithographie

Cette race est sélectionnée au courant du XIXe siècle dans le gouvernement de Iaroslavl, le long de la Volga et de ses affluents, de la Cheksna et de la Mologa. Il fallait alors répondre à la demande des grands marchés de Moscou, de Saint-Pétersbourg et de Iaroslavl. La demande en beurre, en produits laitiers et en fromages connaît une forte hausse dans les années 1880, ce qui oblige à une sélection plus systématique. L'émergence de coopératives laitières et de l'élevage de petits fermiers (le servage a été aboli en 1861) et de troupeaux de grands domaines fonciers obligent à sélectionner les vaches de la race grande russe du nord en intercroisements, pour la production de lait et de matière grasse,,.
Au début du XXe siècle, la race devient fameuse et s'étend aux provinces voisines. Elle est présentée à des comices agricoles avec des associations de juges d'exposition. Après la guerre civile et la mise en place de fermes d'État, la sélection est plus rigoureuse. Un herd-book est officialisé en 1924 et à partir de 1933 des centres de sélection. Vers 1936-1937, des vaches sont croisées avec des taureaux de Frise-Orientale, ce qui implique une baisse de la matière grasse dans le lait. À partir des années 1980, la iaroslavl est croisée avec des taureaux holstein afin d'obtenir une plus grande productivité de lait et une robe plus homogène, ainsi qu'une apparence plus harmonieuse. Au 1er janvier 1985, la iaroslavl comptait 802 000 têtes ; elle était répandue dans toute la RSFSR.
Elle a été aussi utilisée pour la sélection de la kostroma et de l'istobensk.

## Description
Son apparence est celle d'une vache laitière aux formes anguleuses, de taille moyenne (1,25 à 1,27 m au garrot), avec une longueur oblique du tronc de 1,52 à 1,55 m. Sa tête sèche et légère présente une partie faciale allongée. Elle a une poitrine profonde et large, un torse bien tendu, une gorge haute et retrécie. Elle est plutôt courte sur pattes. Sa musculature est peu développée. Ses pis sont de taille moyenne et cylindriques. Sa robe est noire avec une tête blanche, un ventre blanc et éventuellement une tache noire autour des yeux en forme de lunette ; on trouve aussi une variété rouge à tête blanche et ventre blanc, éventuellement lunettes rouges,.
La masse du taureau peut atteindre 900 kg, parfois 1 200 kg, celle des vaches 550 kg. Le veau atteint entre 27 et 32 kg à la naissance et au bout de six mois, 160 à 170 kg. À dix-huit mois, il peut peser 440 à 450 kg pour les mâles et 350 à 380 kg pour les femelles,,,.
Sa production laitière par an est en moyenne de 3 500 litres avec des records de 5 500 litres et plus encore. La matière grasse est de 4-4,2 %, parfois plus,.

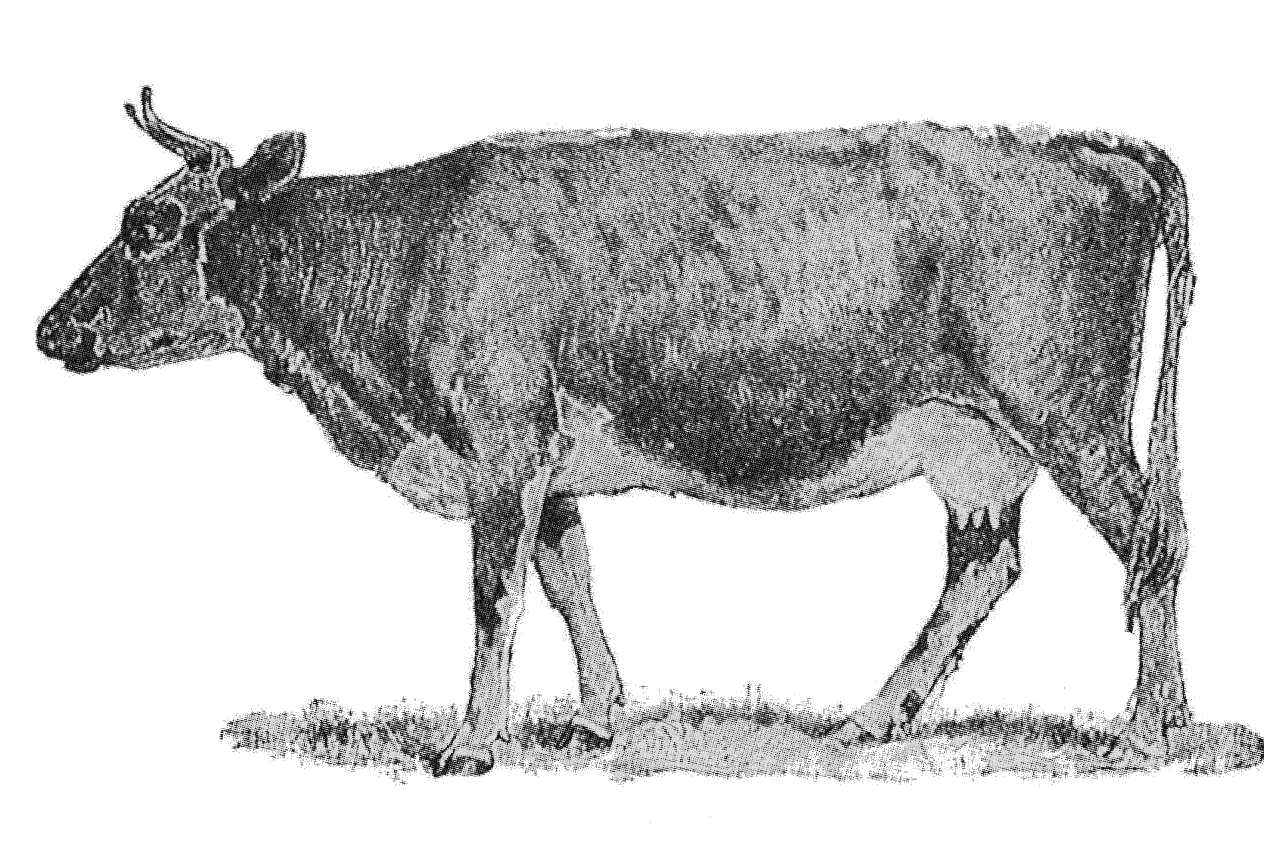
La iaroslavl au début du XXe siècle (Encyclopédie Brockhaus et Efron).